# Cayetano Rivera Ordóñez
Antonio Cayetano Rivera Ordóñez (Madrid, 13 de enero de 1977), conocido como Cayetano en los carteles, es un torero español.

## Biografía
Pertenece a una gran dinastía de toreros: hijo de Francisco Rivera, Paquirri y hermano de Francisco Rivera Ordóñez, sobrino de José Rivera "Riverita", nieto de Antonio Ordóñez y Antonio Rivera Alvarado y sobrino nieto Luis Miguel Dominguín. Es también bisnieto de Cayetano Ordóñez “Niño de la Palma”. Además es primo del torero y colaborador de televisión José Antonio Canales Rivera, sobrino segundo del cantante Miguel Bosé y primo segundo de la cantante Bimba Bosé y el actor Nicolás Coronado.
Creció en el ambiente taurino de su familia. Debutó con picadores  el 26 de marzo de 2005 en la plaza de toros de ronda. En su presentación de novillero en La Maestranza de Sevilla el 1 de mayo de 2006, cortó una oreja a cada uno de sus toros. En la temporada 2005 fue el segundo del escalafón de novilleros y Clarín de Radio Nacional le concedió la Oreja de Plata al mejor novillero.
El 9 de septiembre de 2006 tomó la alternativa en la corrida goyesca de Ronda, siendo el padrino su hermano mayor Francisco, saliendo a hombros con toros de Zalduendo. Ese año debutó también en Francia en Nimes. Su apoderado fue su tío, el torero Curro Vázquez, que también apoderó a Morante de la Puebla y a Ginés Marín. Procedente de una familia mediática, ha sido habitual su presencia en la prensa rosa en relación con sus relaciones familiares y sentimentales. 
Realizó una incursión como modelo en 2007 cuando desfiló junto a Roberta Armani como icono de la colección de Armani en la semana de la moda de Milán. Además, protagonizó la campaña publicitaria de trajes a medida de la firma italiana. A su amistad con Armani se deben los trajes de luces de las corridas goyescas de 2009 y 2022. En 2009 fue, además, imagen de la campaña publicitaria del perfume Loewe.
El 4 de junio de 2008 confirmó la alternativa como torero en Las Ventas siendo su testigo de ceremonia José Mari Manzanares hijo y su padrino Morante de la Puebla, con un toro de Núñez del Cuvillo. Este toro lo brindó al rey Juan Carlos I. Entre las faenas destacables reseñar que 2008 salió a hombros en Valencia, en 2009 en Olivenza y en 2010 en Acho. El 7 de octubre de 2012 emitió un comunicado de prensa en el que anunció su retirada temporal de los ruedos. Ha compaginado su carrera como torero con proyectos empresariales en el sector de la restauración o la inmobiliaria. Entre sus faenas destacadas señalar que en 2016 salió a hombros en Fallas, en 2017 en Jerez de la Frontera, en 2019 en Málaga y Pamplona, en 2021 en junto a Manzanares en Alicante, o Huesca junto a Roca Rey en 2022.
En noviembre de 2024, anunció su retirada de los ruedos en el año 2025. Lo hizo a través de un vídeo en sus redes sociales en el que explicaba que quería hacer coincidir esta fecha con la del centenario de la alternativa de su bisabuelo Cayetano Ordóñez, Niño de la Palma.

## Vida privada

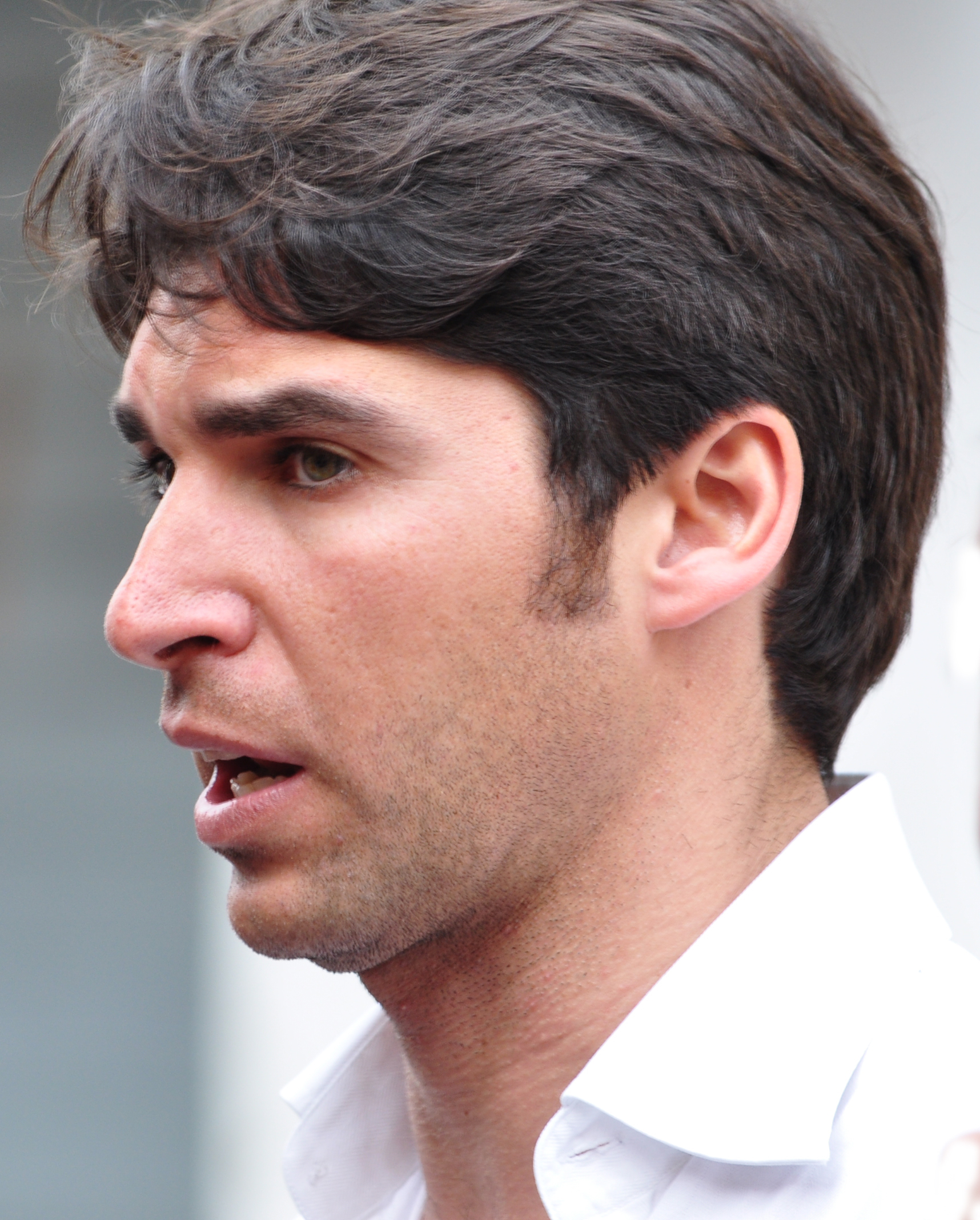
Cayetano Rivera en 2013

Hijo de la popular pareja formada por Paquirri, figura del toreo, y Carmen Ordóñez. Tras su separación, su hermano Fran y él fueron vivir con su madre. En 1984, con siete años, quedó huérfano de padre cuando el toro Avispado le quitó la vida en Pozoblanco. Su madre falleció en 2004. Tiene dos hermanos más: uno por parte de padre, Kiko Rivera, nacido de su relación con Isabel Pantoja y uno por parte de madre, Julián, nacido de su relación con Julián Contreras.
El 26 de octubre de 2001 contrajo matrimonio con Blanca Romero en la iglesia de San Pedro de Gijón, y adoptó legalmente a la hija de Blanca, Lucía (1998). En 2004 se divorciaron. 
El 6 de noviembre de 2015 contrajo matrimonio en segundas nupcias con la presentadora Eva González, en la iglesia de Nuestra Señora de la Asunción de Mairena del Alcor. Fruto de este matrimonio nació Cayetano (2018). En octubre de 2022 el matrimonio anunció su separación.
Su entorno familiar y vida personal son temas recurrentes en los programas del corazón de audiencias masivas. En 2022 ganó una demanda contra Mediaset por el enfoque de contenidos emitidos en Sálvame, Viva la vida y Socialité sobre su vida privada.